# Fannie Thomas
Francis Leora "Fannie Leona" Thomas (14 de abril de 1867 – 22 de janeiro de 1981) foi uma supercentenária americana que foi pessoa viva mais velha do mundo de 25 de abril de 1978 até sua morte em 22 de janeiro de 1981. Ela também foi a pessoa que mais tempo viveu do mundo até que Mathew Beard superou seu registro em 19 de março de 1984.

## Biografia
Ela nasceu em Denver, Condado de Hancock, Illinois. Quando ela tinha 30 anos, ela estava trabalhando como dona de uma loja de artigos de papelaria. Além de vender chapéus, ela também era ativa no negócio imobiliário, além de executar uma fazenda de frutas em Idaho.
Ela morava com sua irmã Marietta em Los Angeles entre 1920 a 1927 até sua morte. Os segredos de Fannie Thomas para a longevidade eram comer molho de maçã três vezes por dia e não se casar. Ela também declarou (em seu aniversário de 113 anos) que ela não entendeu o grande barulho sobre ser a pessoa viva mais velha do mundo.
Fannie Thomas morreu em 22 de janeiro de 1981 aos 113 anos e 283 dias (a própria Fannie afirmou ser dez dias mais nova). Sua causa de morte foi a pneumonia.
Sua família já possuía um histórico de longevidade: sua irmã mais velha, Marietta Thomas, viveu por 101 anos e sua irmã mais velha, Lucy Liggett, viveu por 102 anos. Seu único irmão, William Thomas, viveu por 91 anos.